# 谷田部梅吉
谷田部 梅吉（やたべ うめきち、1857年（安政4年4月） - 1903年（明治36年）8月20日）は、元東京大学 (旧制)図書館長の理学士で、秋田県士族。東京物理学講習所（後の東京物理学校、現在の東京理科大学）の創立者の一人である。

## 経歴
- 1857年（安政4年） - 出羽国秋田郡十二所（現・秋田県大館市）で、久保田藩士・谷田部三吉の長男として生まれる[2]。
- 1870年（明治3年） - 貢進生となり、大阪南校に入学する。
- 1879年（明治12年）
  - 7月 - 東京大学 (旧制)仏語物理学科第2期を卒業し、理学士の学位を得る[3]。
  - 9月 - 東京大学予備門（後の第一高等学校）の教員となる[3]。
- 1881年（明治14年） - 東京物理学講習所の創立者の一人となる。同年、東京物理学講習所第2代所長となる。
- 1882年（明治15年）7月22日 - 東京大学図書館第3代館長となる。
- 1883年（明治16年）
  - 9月 - 東京物理学講習所所長を辞する。
  - 12月11日 - 東京大学図書館長を辞する。
- 1885年（明治18年） - 東京物理学校維持同盟員となる。
- 1887年（明治20年）3月 - 山口高等中学校の教諭兼教頭となる。
- 1888年（明治21年） - マニラ初代領事となる。
- 1890年（明治23年）8月 - 帰国し、農商務省特許局審判官及び高等商業学校教授となる[3]。
- 1893年（明治26年）5月 - 鹿児島高等中学造士館教授に転任[3]。
- 1896年（明治29年）
  - 1月 - 病気により帰京[3]。
  - 8月 - 京都商業学校長となる[3]。
- 1899年（明治32年）1月 - 病気により辞職し、帰京[3]。
- 1903年（明治36年）
  - 8月19日 - 正六位に叙せられる[3]。
  - 8月20日 - 死去。

## 著書等
- カタラン原著、谷田部梅吉纂訳『幾何練習書』中外堂、1884年（明治17年）12月
- 大森俊次、谷田部梅吉訳『零細訓蒙代数学』三省堂、1887年（明治20年）11月
- トドハンター著、大森俊次、谷田部梅吉訳『訓蒙代数学 上編』水津郁等、1887年（明治2O年）11月
- 谷田部梅吉編『簡易平算書』吉岡書籍店、1888年（明治21年）9月
- 中村精男、谷田部梅吉編『三角法階梯』金港堂、1889年（明治22年）12月
- 谷田部梅吉「馬尼剌形勢之一斑」『東京地学協会報告』、1890年（明治23年）
- 谷田部梅吉著『平面幾何学』博文館、1893年（明治26年）8月
- 谷田部梅吉編『新編幾何教科書』金港堂、1894年（明治27年）、1895年（明治28年）